# かなしい坂
座標: 北緯35度39分52.81秒 東経139度30分03.09秒 / 北緯35.6646694度 東経139.5008583度

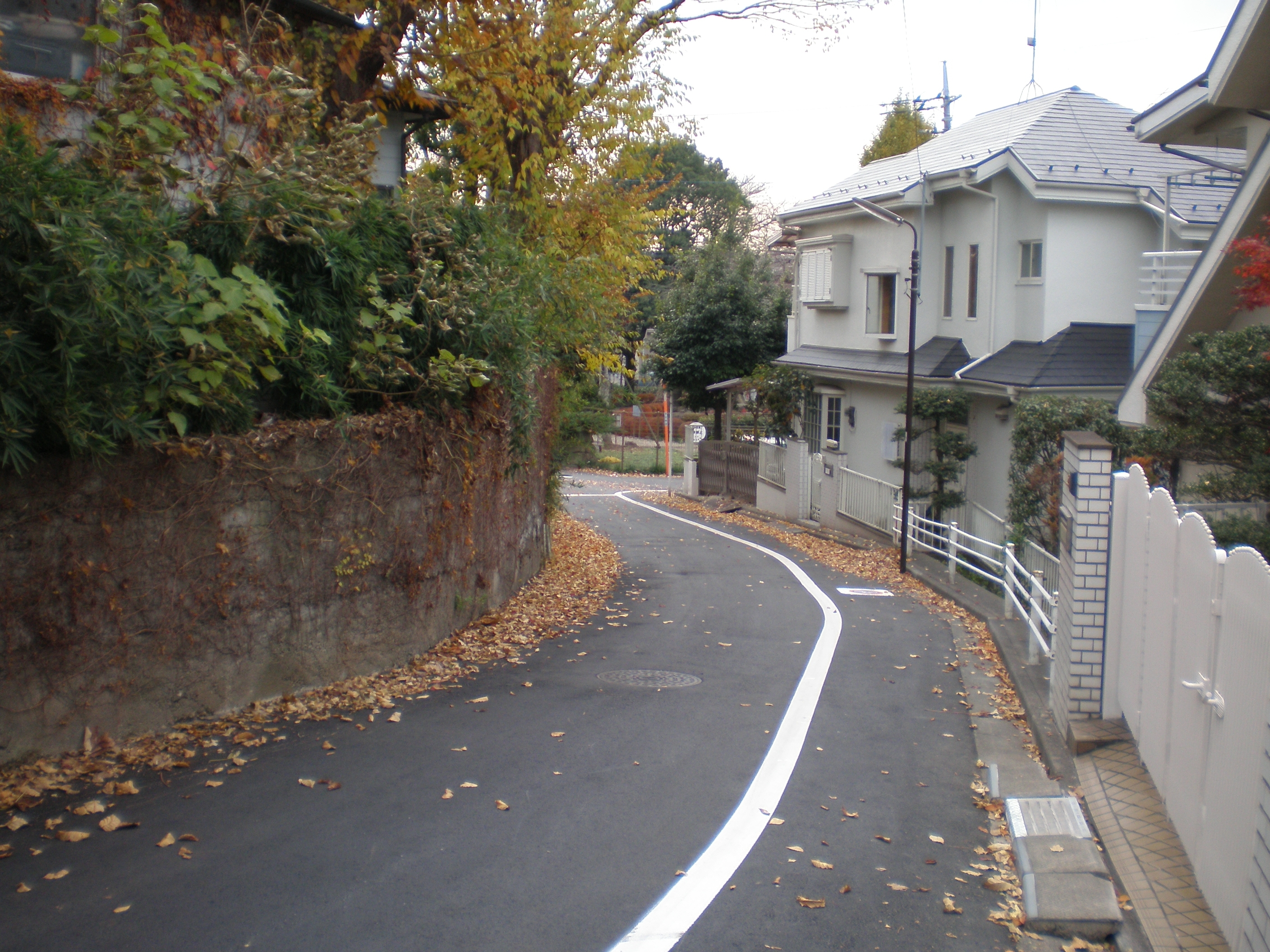
坂上側

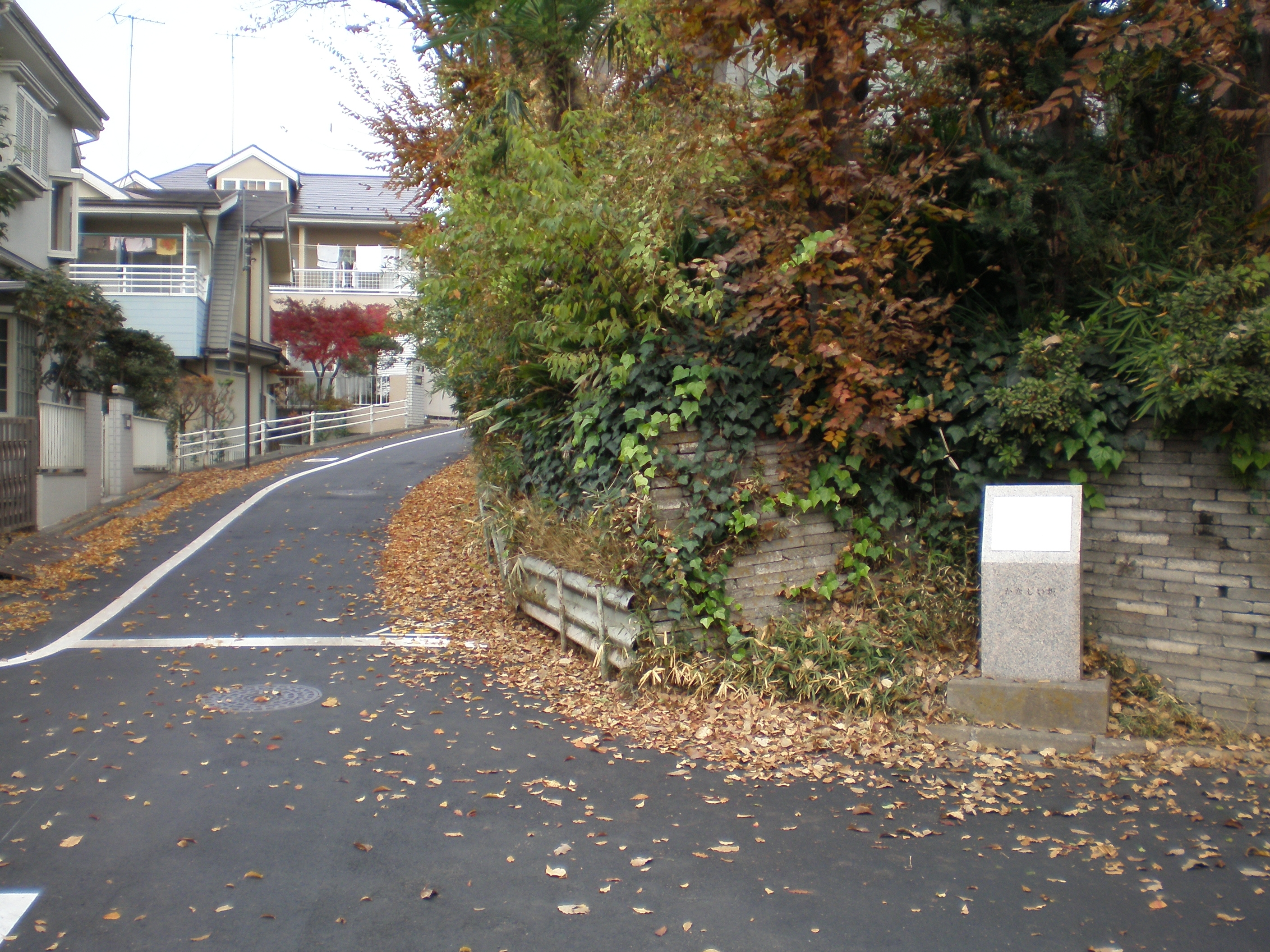
坂下側

かなしい坂（かなしいさか）は、東京都府中市にある坂。

## 名前の由来
玉川上水は当初、現在の京王線多磨霊園駅近辺を通す予定であった。しかし工事がこの坂にまで達すると、導水した水がすべて地面へと染み込んでしまった。そのため玉川上水はコースを北へ移し、工事を再開した。
工事に関わった役人たちは、失敗の責任を問われて処刑された。その際に役人が「かなしい」と嘆いたことから、この坂に「かなしい坂」の名が付いたといわれ、今に至っている。
誘導してきた水が字金尻(府中町谷戸の南端)へ落ちてしまい、そこの字名の金尻（かなしり）が「かなしい」と呼び習わされていたので、そこにある坂道を「悲しい坂」と読んだとの説もある。祝儀等の際にはこの道を通らないという話もある。

## 登場する作品
- 『玉川兄弟 - 江戸上水ものがたり』- 杉本苑子[4]

## アクセス
- 最寄り駅 - 京王線多磨霊園駅下車、南西方向へ徒歩5分
- 所在地 - 東京都府中市清水が丘3丁目41[5]、東郷寺正門北側